# Österbottens län
Österbottens län var ett svenskt län i Finland 1634-1775, då det delades upp i Vasa län samt Uleåborgs län. Österbottens län motsvarar det historiska landskapet Österbotten och föregicks under medeltiden av Korsholms län. 
|  |  |  |

## Landshövdingar
- Melcher Wernstedt 1635–1642
- Hans Kyle 1642–1648 Vasa län
- Erik Soop 1644–1648 Uleåborgs län
- Hans Kyle 1648–1650
- Thure Ribbing 1650–1654
- Johan Graan 1654–1668
- Jacob Duwall d.ä. 1668–1669
- Johan Graan 1669–1674
- Didrik Wrangel af Adinal 1674–1685
- Gustaf Grass 1685–1694
- Johan Nilsson Ehrenskiöldh 1694–1706
- Johan Stiernstedt 1706 tf.
- Lorentz Clerck 1706–1720
- Reinhold Wilhelm von Essen 1720–1732
- Carl Henrik Wrangel af Adinal 1732
- Broor Rålamb 1733–1734
- Carl Frölich 1734–1739
- Gustaf Creutz 1739–1746
- Gustaf Abraham Piper 1746–1761
- Gustaf von Grooth 1761–1762
- Carl Sparre 1763
- Fredrik Henrik Sparre 1763
- Lorentz Johan Göös 1763–1774
- Fredrik Magnus von Numers 1774 tf.